# Кондратьєва (Гаринський міський округ)
Кондра́тьєва (рос. Кондратьева) — присілок у складі Гаринського міського округу Свердловської області.
Населення — 5 осіб (2010, 21 у 2002).
Національний склад населення станом на 2002 рік: росіяни — 95 %.